# ぷにたん
ぷにたん（1996年6月24日 - ）は、日本の女性アイドル、グラビアアイドル。キャンディランド（石川県能美市）出身。
グラビアでは「能美 真奈」（のうみ まな）名義で活動している。かつては本名の「宮腰 愛美」（みやこし まなみ）名義でおやゆびプリンセス、新生おやゆびプリンセスのメンバーとして活動していた。

## 略歴
2013年5月、おやゆびプリンセスのメンバーとしてデビュー、2015年度よりリーダーに就任。
2016年末、おやゆびプリンセス解散。2017年1月よりキャンディランド教団として地元・石川県を拠点に本格的に布教活動（ソロ活動）開始。
2018年12月、初のイメージDVDをリリース。以後グラビアアイドルとしても活動している。
2019年12月、2020年からグラビア活動では「能美 真奈」名義で活動することを発表。
2020年3月、初代片町アンバサダー（大使）に就任。
2020年6月、『週刊プレイボーイ』発表「雨宿りしたい次世代下乳番付」で西の前頭筆頭に選出。
2021年8月16日、NEWSポストセブン（『週刊ポスト』協力）主催「変形水着が日本一似合うグラドル総選挙」ノミネート。同年9月2日、最終結果が発表され第2位となった。
2022年5月より、フリーランスとして活動。
2022年12月27日、『週刊SPA!』（扶桑社）の「グラビアン魂アワード2022」にて、みうらじゅん個別賞「幸せを感じるんだもん賞」を受賞。
2023年10月30日、『週刊プレイボーイ』創刊57周年企画「NIPPONグラドル57人」にグラビアニュージェネレーションの1人として掲載された。

## 人物
- 趣味：プロレス観戦、特撮、インテリア、ゴルフ、コスプレ[2]。
- Twitterを通したSNSにより日本人はおろか、外国人からも評価されたことがある[16]。
- 仮面ライダー、プロレス好きである[17][18]。
- これまでHカップだったカップサイズが、Iカップにサイズアップした[13]。2023年10月現在、Jカップ[3]。

## 作品

### CD
- 「1・2・3・じゃんぷ！！」（2018年2月14日）
- 「宇宙的可愛いにつき一時的狂気です！」(2018年6月23日)
- 「偽典:キャンディランドのHalloween night」(2018年10月31日)
- 「夏の恋はラ・ケブラーダ」(2019年6月23日)

### イメージDVD
ぷにたん 名義
- ミルキー・グラマー（2018年12月21日、竹書房）[19][20]
- ないしょだよ（2019年4月19日、イーネット・フロンティア）[21][22]
- ぷにぷにずむ（2019年7月20日、ラインコミュニケーションズ）[23][24]

能美真奈 名義
- ぷにたん（2020年3月27日、エスデジタル）[25]
- 濃蜜なひととき（2020年6月24日、イーネット・フロンティア）[26]
- ぷにぷにナース（2020年11月25日、エアーコントロール）[27]
- 恋のつなわたり（2021年3月24日、イーネット・フロンティア）[28][29]
- 義姉さんの身体がエロ過ぎるから。豊満ボディに誘惑されっぱなしだったあの日（2021年6月25日、エアーコントロール）[30]
- 濃密な果実 （2021年12月22日、イーネット・フロンティア）[31]
- ぷにぷにH 規格外のHカップ美少女ぷにたんと毎日ムフフな生活。（2022年3月22日、エアーコントロール）[32][33]
- Iカップ向上委員会（2022年6月29日、スパイスビジュアル）[34][35]
- ほぼ7時間 ぜ〜んぶ ぷにたん（2022年9月27日、エアーコントロール）[36]
- むちむち課外授業（2022年10月21日、イーネット・フロンティア）[37][38]
- 究極肉感ボディ（2023年3月24日、竹書房）[39][40]
- ぷにきゅん。（2023年9月27日、スパイスビジュアル）[41][42]
- お餅がライバル！（2024年1月26日、竹書房）[43][44]
- ぷにらぶ♡（2024年9月25日、スパイスビジュアル）[45][46]
- ぷにKiss（2025年3月26日、スパイスビジュアル）[47][48]
- まるごとぷに♡（2025年8月27日、スパイスビジュアル）[49]

### 動画配信
能美真奈 名義
- 彼女は僕のモノ（2022年8月10日、ギルド）[50]
- 濃厚ミルキー（2024年6月27日、ギルド）[51]

## 出版

### オムニバス写真集
- むっちむち写真集（2022年12月9日、一迅社、撮影：須崎祐次）他モデル：天木じゅん、伊川愛梨、徳江かな、原つむぎ、藤乃あおい ISBN 978-4758017985[52]

### トレーディングカード
- 能美真奈 ファースト・トレーディングカード（2024年12月7日、ヒッツ）[53][54]

## 出演

### ラジオ番組
- ぷにたんのぷにきゅんラジオ（2024年10月2日 - 、北陸放送）- パーソナリティ（毎週水曜20時45分～）[55]